# Dallaiella petrosa
Dallaiella petrosa är en tvåvingeart som beskrevs av Boris Mamaev 1996. Dallaiella petrosa ingår i släktet Dallaiella och familjen gallmyggor. Inga underarter finns listade i Catalogue of Life.